# 젠더 블라인드

성별의 중립을 상징하는 자줏빛의 원.

젠더 블라인드(gender-blind)는 참여하는 사람들의 성별에 관계 없이 제공되는 서비스나 주어진 활동을 정의하는 용어이다. 성 차별이 없다고 하여, 젠더 프리(Gender-free)라고도 한다. 유니섹스(unisex)와 동의어라고 할 수 있으나, 이에 대한 논란이 있으며 자세한 것은 아래의 "단어의 선택"을 보라.
대한민국의 뉴스, 논문, 책에서는 젠더 블라인드를 다음과 같은 용어로 번역하고 있다.
- 맹성적(盲性的)
- 성 중립(性中立)
- 몰성적(沒性的)
- 성 무지(性無知)

## 단어의 선택
유니섹스(unisex)는 오래된 용어로, 본래 "하나의 성"이라는 뜻이지만, 대부분의 사람은 원래 어원과는 전혀 다른 의미로 쓰고 있다. 일부는 남녀의 성을 두루 일컫는 말이라고 생각한다. 대부분의 사람은 바이섹스(bisex)라는 말이 어원적으로 정확한 용어임에도 불구하고, 양성애(bisexuality)를 연상시키거나 혼동될 우려가 있기 때문에 바이섹스라는 용어의 사용을 기피하는 경향이 있다. 하지만, 젠더 블라인드라는 용어는 바이섹스처럼 부정적인 인상이나 혼동의 위험없이, 성별이 전부가 아니라는 것을 일깨움으로써 이성애주의에 반대하고 있다.

## 같이 보기
- 유니섹스
- 남녀 동등권